# Robert McClelland
Robert McClelland (Greencastle, 1 de agosto de 1807 – Detroit, 30 de agosto de 1880) foi um advogado, professor e político norte-americano do estado de Michigan.
McClelland formou-se em 1829 no Dickinson College, começando a trabalhar como professor. Depois disso ele estudou direito e foi admitido na ordem dos advogados em 1832. McClelland mudou-se para o Território de Michigan no ano seguinte e começou a praticar direito. Ele serviu em 1835 como delegado em uma convenção convocada para esboçar uma constituição para o proposto estado de Michigan; depois disso McClelland participou das convenções constituintes estaduais em 1850 e 1867.
McClelland foi membro do conselho diretor da Universidade de Michigan em 1837 e depois novamente em 1850. Ele foi eleito para a Câmara dos Representantes estadual em 1837, 1839 e 1849, nesta última também sendo escolhido como presidente da câmara. Serviu como prefeito de Monroe em 1841 e no ano seguinte foi eleito para a Câmara dos Representantes dos Estados Unidos, servindo entre 1843 a 1849. McClelland depois foi eleito 9º Governador de Michigan de 1852 a 1853, renunciando para aceitar a posição de 4º Secretário do Interior dos Estados Unidos durante a presidência de Franklin Pierce.
McClelland deixou seu posto de secretário em 1857 ao final da presidência de Pierce, mudando-se para Detroit e voltando a trabalhar como advogado. Ele morreu em 1880 aos 73 anos de idade, sendo enterrado no Cemitério Elmwood.